# Vida (literatura trovadoresca)

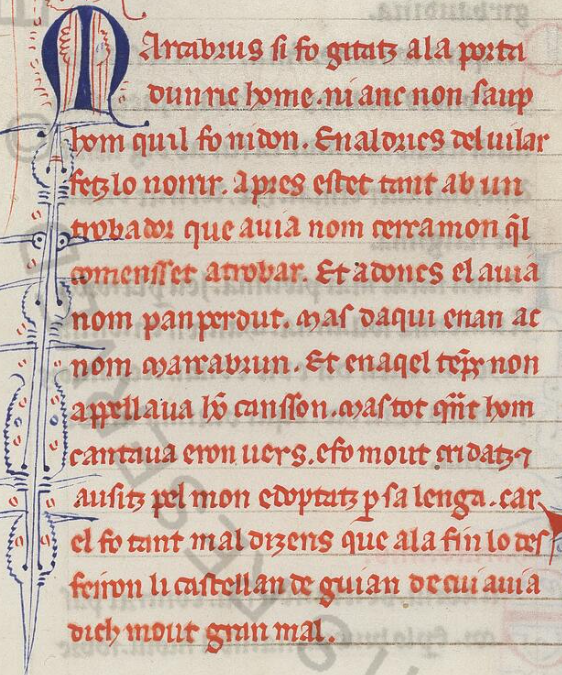
Vida de Marcabru no manuscrito Lat. 5232 do Vaticano.

Uma vida, no contexto do trovadorismo occitano, é um gênero literário em prosa que apresenta uma breve biografia de um trovador, geralmente antecedendo a coletânea de seus poemas nos manuscritos. Esses textos combinam elementos históricos e ficcionais, servindo tanto como introdução à obra do autor quanto como reflexo da recepção de sua figura na cultura cortês.

## Autoria
O trovador occitano Uc de Saint Circ (ativo no século XIII) era considerado o biógrafo por excelência de sua época. Erros recorrentes, referências cruzadas entre manuscritos e similaridades estilísticas marcantes permitem afirmar que ele foi o único autor da maioria das vidas conhecidas. Embora algumas dessas biografias tenham sido compostas após sua morte, é possível estabelecer com confiança que todas as vidas que mencionam eventos anteriores a 1257 — ano aproximado de seu falecimento — são de sua autoria direta.
Originalmente transmitidas pela tradição oral dos jograis, as biografias dos trovadores ganharam forma literária com Uc de Saint Circ. Utilizando-se de sua formação gramatical e das viagens costumeiras, ele refinou as narrativas com detalhes genealógicos e históricos, transformando-as em literatura.
É teorizado que Uc de Saint Circ criou as vidas para introduzir o contexto dos autores occitanos à audiência do norte da Itália, facilitando a compreensão de suas obras em uma região culturalmente distante.

## Características
Os fatos expressos na vida de um trovador vêm de seus próprios poemas, de documentos históricos, ou da imaginação de seu criador. A mistura de fatos poéticos e históricos vinha da necessidade de vincular os poemas dos autores ao mundo em que eles viveram.
O vocabulário crítico de Uc de Saint Circ é limitado. O adjetivo positivo que o autor prefere é "bom", algumas vezes empregado com o advérbio "muito", "sutil" e "inteligente" também são usados.
Um trovador podia ser hábil nas letras, mas inepto na melodia ou no canto. O inverso também ocorria: Jaufré Rudel, por exemplo, é retratado como talentoso na composição de melodias, porém fraco nas letras.
Representações de popularidade e recepção são elementos recorrentes. A vida de Guiraut de Calanson, por exemplo, descreve o trovador como autor de 'canções de maestria', mas desprezado pelo público.